# Nekrolog 3. Quartal 1948
Nekrolog
◄◄
| ◄
| 1944
| 1945
| 1946
| 1947
| 1948 | 1949 | 1950 | 1951 | 1952 | ► | ►►
1. Quartal |
2. Quartal |
3. Quartal |
4. Quartal 1948
Weitere Ereignisse | Allgemeiner Nekrolog 1948
Die Beschreibung der verstorbenen Person sollte so kurz wie möglich gehalten sein und nur deren signifikante Tätigkeit(en) enthalten.
Neue Namen ggf. auch unter dem Geburts- und Sterbedatum, also etwa unter 1. Januar und im Geburts- und Sterbejahr (2024) eintragen (nur bei entsprechender großer Wichtigkeit). Für Beispiele siehe die schon vorhandenen Artikel.
Außerdem über die fünf zuletzt Verstorbenen, zu denen es einen ausreichend guten Artikel für eine Präsentation auf der Hauptseite gibt, nach der todesbedingten Überarbeitung der Artikel ggf. auch unter Wikipedia Diskussion:Hauptseite informieren und sie am besten auch in den anderen Wikipedia-Sprachversionen eintragen. Tipp: Regelmäßig bei news.google.de nach „ist tot“, „gestorben“ oder „verstorben“ suchen.
Wenn eine Person gestorben ist, gibt es viele Seiten zu dieser Person in der Wikipedia, die davon auch betroffen sind und entsprechend aktualisiert werden müssen. Beispiele: Namenübersichtsseite, Geburtsjahr, Geburtsort-Seiten und viele mehr.
Wie finde ich die betroffenen Seiten?
Im Suchfeld auf der linken Seite gibt man den Suchbegriff so ein: „Vorname Nachname“. Dann klickt man auf Volltext und alle Seiten mit entsprechendem Suchtext werden aufgerufen. Hier sieht man dann schnell, wo auch das Todesjahr Sinn macht oder sogar ein Teil des Artikels angepasst werden muss. Auch hilft das „Werkzeug“ auf der linken Seite sehr gut, um solche Seiten aufzufinden: „Links auf diese Seite“. Somit ist die Wikipedia wieder aktuell in allen Bereichen! Hinweis: bei Eintragung der Kategorie „Gestorben JAHR“ wird der Missbrauchsfilter 49 ausgelöst, was jedoch nicht schlimm ist. Siehe: Spezial:Missbrauchsfilter/49
Dies ist eine Liste von im dritten Quartal 1948 verstorbenen bekannten Persönlichkeiten. Die Einträge erfolgen innerhalb der einzelnen Daten alphabetisch sortiert. Tiere sind im Nekrolog für Tiere zu finden.

## Juli
| Tag      | Name                        | Beruf, bekannt als                                                                                  | Alter | Beleg |
| -------- | --------------------------- | --------------------------------------------------------------------------------------------------- | ----- | ----- |
| 1. Juli  | Wilhelm Frank               | deutscher Politiker (Zentrum)                                                                       | 76    |       |
| 1. Juli  | Charles Herrold             | US-amerikanischer Rundfunkpionier                                                                   | 72    |       |
| 1. Juli  | Philipp von Lützelburg      | deutscher Botaniker                                                                                 | 67    |       |
| 1. Juli  | Robert Rickmers             | deutscher Werftbesitzer, Reeder und Reiskaufmann                                                    | 83    |       |
| 1. Juli  | Paolo Salman                | syrischer Geistlicher, Erzbischof von Petra und Philadelphia                                        | 62    |       |
| 1. Juli  | Omobono Tenni               | italienischer Automobil- und Motorradrennfahrer                                                     | 42    |       |
| 1. Juli  | Achille Varzi               | italienischer Rennfahrer                                                                            | 43    |       |
| 2. Juli  | Friedrich Göhring           | deutscher Publizist und Politiker                                                                   | 72    |       |
| 2. Juli  | Edmund Kießling             | deutscher Baumeister                                                                                | 73    |       |
| 3. Juli  | Gustav Behrens              | deutscher NS-Agrarfunktionär                                                                        | 49    |       |
| 3. Juli  | Ernst Pflugmacher           | deutscher Unternehmer                                                                               | 76    |       |
| 4. Juli  | Christian Kautz             | Schweizer Automobilrennfahrer                                                                       | 34    |       |
| 4. Juli  | Susi Kertes                 | ungarische Theaterschauspielerin in der Schweiz                                                     | 33    |       |
| 4. Juli  | Monteiro Lobato             | brasilianischer Schriftsteller und Verleger                                                         | 66    |       |
| 4. Juli  | Richard Teschner            | österreichischer Künstler                                                                           | 69    |       |
| 5. Juli  | Piet Aalberse               | niederländischer Rechtsanwalt und Politiker, Mitglied und Vorsitzender der Zweiten Kammer, Minister | 77    |       |
| 5. Juli  | Georges Bernanos            | französischer Schriftsteller                                                                        | 60    |       |
| 5. Juli  | Wade H. Ellis               | US-amerikanischer Jurist und Politiker (Republikanische Partei)                                     | 81    |       |
| 5. Juli  | Franz Kaminski              | deutscher Unternehmer                                                                               |       |       |
| 5. Juli  | Carole Landis               | US-amerikanische Schauspielerin                                                                     | 29    |       |
| 6. Juli  | Luigi Arrigoni              | italienischer Geistlicher, römisch-katholischer Erzbischof und Diplomat des Heiligen Stuhls         | 58    |       |
| 6. Juli  | Karl Kapeller               | österreichischer Spediteur und Politiker, Landtagsabgeordneter                                      | 84    |       |
| 6. Juli  | Philipp Lothar Mayring      | deutscher Schauspieler, Regisseur und Drehbuchautor                                                 | 68    |       |
| 6. Juli  | František Svoboda           | tschechischer Fußballspieler                                                                        | 43    |       |
| 7. Juli  | Karl Schmoll von Eisenwerth | deutsch-österreichischer Maler, Grafiker und Glaskünstler                                           | 69    |       |
| 7. Juli  | Edward Strutt               | britischer Offizier und Bergsteiger; Hoher Kommissar in der Freien Stadt Danzig (1920)              | 74    |       |
| 7. Juli  | Rhoda Wise                  | US-amerikanische katholische Mystikerin                                                             | 60    |       |
| 7. Juli  | James P. Woods              | US-amerikanischer Politiker                                                                         | 80    |       |
| 8. Juli  | Bruno H. Bürgel             | deutscher Astronom, Schriftsteller und Publizist                                                    | 72    |       |
| 8. Juli  | George Mehnert              | US-amerikanischer Ringer                                                                            | 66    |       |
| 9. Juli  | James Baskett               | US-amerikanischer Film- und Theaterschauspieler                                                     | 44    |       |
| 9. Juli  | Alcibiades Diamandi         | Abenteurer, Diplomat, selbsternannter Fürst von Pindus                                              | 54    |       |
| 9. Juli  | Heinrich Landrock           | deutscher Ruderer                                                                                   | 57    |       |
| 9. Juli  | Marius Olsen                | grönländischer Landesrat                                                                            | 67    |       |
| 9. Juli  | Ragnar Sohlman              | schwedischer Ingenieur, Mitglied der Nobel Foundation                                               | 78    |       |
| 9. Juli  | Heinrich Wilkens            | deutscher Geistlicher und Politiker (Zentrum), MdR                                                  | 67    |       |
| 10. Juli | Friedrich Wilhelm Deckel    | deutscher Feinmechanikunternehmer                                                                   | 76    |       |
| 10. Juli | Josef Grim                  | österreichischer Politiker; Abgeordneter zum Abgeordnetenhaus                                       | 87    |       |
| 10. Juli | Bruno Harprecht             | deutscher Schauspieler, Theaterregisseur und Operettensänger                                        | 73    |       |
| 10. Juli | Kurt Hielscher              | deutscher Fotograf                                                                                  | 67    |       |
| 10. Juli | Hans Koeppen                | deutscher Offizier, zuletzt Generalmajor der Luftwaffe im Zweiten Weltkrieg                         | 71    |       |
| 10. Juli | Wsewolod Petriw             | Offizier der Kaiserlich Russischen Armee sowie ukrainischer Militärführer und Politiker             | 65    |       |
| 11. Juli | John Anderson               | US-amerikanischer Diskuswerfer                                                                      | 41    |       |
| 11. Juli | King Baggot                 | amerikanischer Schauspieler, Regisseur und Drehbuchautor                                            | 68    |       |
| 11. Juli | Gerhard Kittel              | deutscher evangelischer Theologe                                                                    | 59    |       |
| 11. Juli | Carl von Schirach           | deutscher Theaterintendant                                                                          | 74    |       |
| 11. Juli | Franz Weidenreich           | deutscher Anatom und Anthropologe                                                                   | 75    |       |
| 12. Juli | Henry Chesson               | australischer Politiker                                                                             | 85    |       |
| 12. Juli | Ruggero Dollfus             | Schweizer Politiker                                                                                 | 71    |       |
| 12. Juli | Adolf Kainz                 | österreichischer Kanute                                                                             | 45    |       |
| 12. Juli | Josef Schröder-Schoenenberg | deutscher Maler und Grafiker                                                                        | 52    |       |
| 12. Juli | Heinrich Stadelmann         | deutscher Psychiater und Schriftsteller                                                             | 83    |       |
| 12. Juli | Carl Jules Weyl             | deutsch-US-amerikanischer Filmarchitekt                                                             | 57    |       |
| 13. Juli | Abram Michailowitsch Lufer  | ukrainischer Pianist                                                                                | 42    |       |
| 14. Juli | Philipp Behrens             | deutscher Politiker, MdBB, Beamter und Landherr in Bremen                                           | 56    |       |
| 15. Juli | Harry Kirk                  | neuseeländischer Schulinspektor, Biologe und Universitätsprofessor                                  | 89    |       |
| 15. Juli | John J. Pershing            | US-amerikanischer Offizier, General of the Armies of the United States                              | 87    |       |
| 15. Juli | William Nicholas Selig      | Pionier der US-amerikanischen Filmindustrie                                                         | 84    |       |
| 15. Juli | Konrad Weichberger          | deutscher Pädagoge und Autor                                                                        | 71    |       |
| 16. Juli | Wilhelm Kollmar             | deutscher Bildhauer und Keramiker                                                                   | 77    |       |
| 16. Juli | Dominique Lamberjack        | französischer Radsportler, Motorrad- und Automobilrennfahrer sowie Unternehmer                      | 69    |       |
| 16. Juli | Alfred Spindler             | deutscher Jurist                                                                                    | 59    |       |
| 16. Juli | Arthur Traube               | deutscher Chemiker                                                                                  | 70    |       |
| 17. Juli | Philipp Bleek               | deutscher evangelischer Geistlicher und Widerstandskämpfer gegen den Nationalsozialismus            | 70    |       |
| 17. Juli | Ralph David Blumenfeld      | amerikanisch-britischer Journalist und Zeitungsmanager                                              | 80    |       |
| 17. Juli | Gustaf Fjæstad              | schwedischer Maler                                                                                  | 79    |       |
| 17. Juli | Joseph Westwood             | britischer Gewerkschafter und Politiker (Labour Party), Mitglied des House of Commons und Minister  | 64    |       |
| 18. Juli | Emil Eitel                  | deutscher Hotel- und Gastronomieunternehmer in Chicago                                              | 83    |       |
| 18. Juli | Herman Gummerus             | finnischer Diplomat und Historiker                                                                  | 70    |       |
| 18. Juli | Daniel Kehr                 | französischer Turner                                                                                | 66    |       |
| 18. Juli | Baldassarre Negroni         | italienischer Stummfilmregisseur                                                                    | 71    |       |
| 18. Juli | Grigore T. Popa             | rumänischer Arzt und Anatom                                                                         | 56    |       |
| 18. Juli | Ede Telcs                   | ungarischer Bildhauer und Medailleur                                                                | 76    |       |
| 19. Juli | Bruno Braun                 | deutscher Politiker (CDU), MdL                                                                      | 57    |       |
| 19. Juli | Albert Schweizer            | Schweizer Landschaftsmaler                                                                          | 63    |       |
| 19. Juli | Heinrich Steinhagen         | deutscher Grafiker, Bildhauer und Maler des Expressionismus                                         | 67    |       |
| 20. Juli | Paul Eckhardt               | deutscher Offizier, zuletzt SS-Brigadeführer und Regierungspräsident in Schneidemühl                | 50    |       |
| 21. Juli | Aimé Doumenc                | französischer General                                                                               | 67    |       |
| 21. Juli | Arshile Gorky               | US-amerikanischer Maler armenischer Abstammung                                                      | 44    |       |
| 23. Juli | Marie Baron                 | niederländische Schwimmerin                                                                         | 40    |       |
| 23. Juli | David Wark Griffith         | US-amerikanischer Schauspieler, Regisseur und Filmproduzent                                         | 73    |       |
| 24. Juli | Bruno Ahrends               | deutscher Architekt                                                                                 | 70    |       |
| 24. Juli | John Sandblom               | schwedischer Segler                                                                                 | 77    |       |
| 24. Juli | Petar Iwanow Slatew         | bulgarischer Militär und Ministerpräsident                                                          | 66    |       |
| 24. Juli | Georg Wollner               | deutscher Politiker (NSDAP), MdR                                                                    | 44    |       |
| 25. Juli | Otto Gustaf Carlsund        | schwedischer Maler                                                                                  | 50    |       |
| 25. Juli | Oscar Cesare                | schwedisch-US-amerikanischer Karikaturist                                                           | 64    |       |
| 25. Juli | Leo Kammel                  | österreichischer Architekt                                                                          | 63    |       |
| 26. Juli | Kurt Oehlmann               | deutscher Generalstabsarzt                                                                          | 61    |       |
| 27. Juli | Woolf Barnato               | britischer Autorennfahrer und Finanzier                                                             | 52    |       |
| 27. Juli | Fritz Ermarth               | erster Intendant des Militärsenders Süddeutscher Rundfunk                                           | 38    |       |
| 27. Juli | Willibald Fritsch           | deutscher Bildhauer                                                                                 | 72    |       |
| 27. Juli | Susan Glaspell              | US-amerikanische Schriftstellerin und Dramatikerin                                                  |       |       |
| 27. Juli | Viktor Polatschek           | österreichischer Klarinettist und Klarinettenpädagoge                                               | 59    |       |
| 28. Juli | Edith Burger                | Schweizer Pianistin und Sängerin                                                                    | 42    |       |
| 28. Juli | Fred P. Cone                | US-amerikanischer Politiker                                                                         | 76    |       |
| 28. Juli | Georg Grassl                | Verbandsfunktionär, Volkstumspolitiker, Chefredakteur und Schulpädagoge                             | 83    |       |
| 28. Juli | Gerd Kochendoerfer          | deutscher Politiker (CDU), MdL                                                                      | 48    |       |
| 28. Juli | Luigi Magnotti              | italienischer Radrennfahrer                                                                         | 53    |       |
| 28. Juli | Eduard Schütt               | deutscher Arzt, Gerichtsmediziner und Rassenhygieniker                                              | 72    |       |
| 28. Juli | Fred Spiksley               | englischer Fußballspieler und -trainer                                                              | 78    |       |
| 28. Juli | Hermann Velmelage           | deutscher Tierarzt                                                                                  | 73    |       |
| 29. Juli | Thomas Leitner              | österreichischer Maler                                                                              | 72    |       |
| 29. Juli | Ruth Neudeck                | deutsche Aufseherin im KZ Ravensbrück                                                               | 28    |       |
| 29. Juli | Leopold Schoettler          | deutscher Flugzeugpionier                                                                           | 67    |       |
| 29. Juli | Siegfried Stephan           | deutscher Gynäkologe                                                                                | 64    |       |
| 29. Juli | James Eli Watson            | US-amerikanischer Politiker (Republikanische Partei)                                                | 83    |       |
| 29. Juli | Irving Ramsey Wiles         | amerikanischer Maler und Illustrator                                                                | 87    |       |
| 30. Juli | Otto Bang-Haas              | deutscher Entomologe (Insektenkundler)                                                              | 66    |       |
| 30. Juli | Sophonisba Breckinridge     | US-amerikanische Sozialwissenschaftlerin, Sozialreformerin                                          | 82    |       |
| 30. Juli | Tom von Dreger              | österreichischer Maler                                                                              | 79    |       |
| 30. Juli | Alois Paikert               | Agronom, Rechtsanwalt und Museumsdirektor                                                           | 82    |       |
| 30. Juli | Hay Petrie                  | schottischer Schauspieler                                                                           | 53    |       |
| 30. Juli | Émile Rupp                  | französischer Organist und Organologe                                                               | 76    |       |
| 30. Juli | Hans Schlunegger            | Schweizer Skirennfahrer und Bergführer                                                              |       |       |
| 31. Juli | George Adee                 | US-amerikanischer Footballspieler und Tennisfunktionär                                              | 74    |       |
| 31. Juli | Nigel Barker                | australischer Leichtathlet                                                                          | 65    |       |
| 31. Juli | Georges Blondel             | französischer Jurist und Historiker                                                                 | 92    |       |
| 31. Juli | Otto Geithner               | deutscher kommunistischer Politiker (SPD, USPD, VKPD, SAPD, SED) und Journalist                     | 72    |       |
| 31. Juli | Bruno Mauder                | deutscher Glasdesigner                                                                              | 71    |       |
| 31. Juli | Lucy Mercer                 | Geliebte von Franklin D. Roosevelt                                                                  | 57    |       |
| 31. Juli | Alfred James Peile          | britischer Conchologe                                                                               | 79    |       |
| 31. Juli | John Kenneth Turner         | US-amerikanischer Publizist                                                                         | 69    |       |

## August
| Tag        | Name                                  | Beruf, bekannt als                                                                                            | Alter | Beleg |
| ---------- | ------------------------------------- | --- | ----- | ----- |
| 2. August  | Adachi Kenzō                          | japanischer Politiker                                                                                         | 83    |       |
| 2. August  | Benedicta M. Fensel                   | deutsche Benediktinerin                                                                                       | 80    |       |
| 2. August  | Erwin Hartsch                         | deutscher Politiker (SPD, SED), MdR, MdL                                                                      | 58    |       |
| 2. August  | Julius Kühlewein                      | evangelischer Theologe, Landesbischof Badens                                                                  | 75    |       |
| 2. August  | William W. Venable                    | US-amerikanischer Politiker                                                                                   | 67    |       |
| 3. August  | Adalbert Bremer                       | deutscher Politiker (CDU)                                                                                     | 46    |       |
| 3. August  | Clara Collet                          | britische Sozialreformerin und Autorin                                                                        | 87    |       |
| 3. August  | Alexander Gerbig                      | deutscher Maler und Grafiker                                                                                  | 69    |       |
| 3. August  | Tommy Ryan                            | US-amerikanischer Boxer                                                                                       | 78    |       |
| 3. August  | Rosika Schwimmer                      | ungarische Frauenrechtlerin und Pazifistin                                                                    | 70    |       |
| 3. August  | Venetia Stanley                       | britische Adelige                                                                                             | 60    |       |
| 4. August  | Lorenz Bock                           | deutscher Jurist und Politiker (Zentrum, CDU), MdL                                                            | 64    |       |
| 4. August  | Ernst Castan                          | deutscher Politiker (SPD), MdL                                                                                | 76    |       |
| 4. August  | David Danskin                         | schottischer Fußballspieler und Maschinenbauer                                                                | 85    |       |
| 4. August  | Mileva Marić                          | Mathematikerin und die erste Frau Albert Einsteins                                                            | 72    |       |
| 4. August  | Kristoffer Olsen                      | norwegischer Segler                                                                                           | 64    |       |
| 4. August  | Paul Schmidt                          | deutscher Erfinder und Unternehmer (DAIMON)                                                                   | 80    |       |
| 4. August  | Enrico Sibilia                        | italienischer Geistlicher, Kardinal der römisch-katholischen Kirche                                           | 87    |       |
| 5. August  | August Brandes                        | deutscher Freskenmaler, Restaurator und Lehrer für Dekorationsmalerei                                         | 75    |       |
| 5. August  | Bernhard Huss                         | katholischer Missionar und Sozialreformer in Südafrika                                                        | 72    |       |
| 5. August  | Josef Kindel                          | deutscher SS-Unterscharführer                                                                                 | 35    |       |
| 5. August  | Montagu Toller                        | britischer Cricketspieler                                                                                     | 77    |       |
| 6. August  | Georg Talbot                          | deutscher Eisenbahningenieur und Unternehmer                                                                  | 84    |       |
| 7. August  | Sidney George Brown                   | englischer Elektrotechniker, Erfinder und Fellow of the Royal Society                                         | 75    |       |
| 7. August  | Charles Bryant                        | britischer Stummfilmschauspieler, Regisseur und Drehbuchautor                                                 | 69    |       |
| 7. August  | Carl August Flügge                    | deutscher baptistischer Evangelist und sozialdiakonisch engagierter Pastor                                    | 71    |       |
| 7. August  | Fred Benjamin Gernerd                 | US-amerikanischer Politiker                                                                                   | 68    |       |
| 7. August  | Lula Mysz-Gmeiner                     | siebenbürger Konzertsängerin (Altistin) und Gesangspädagogin                                                  | 71    |       |
| 7. August  | Hildegard Stradal                     | österreichische Sängerin (Mezzosopran), Schriftstellerin und Übersetzerin                                     | 84    |       |
| 8. August  | Friedrich Kegel                       | deutscher Mineraloge, Sammler und Politiker in Südwestafrika                                                  |       |       |
| 8. August  | Yellapragada Subbarow                 | indischer Biochemiker                                                                                         | 53    |       |
| 8. August  | Franz Tomaschu                        | österreichischer Maler                                                                                        | 69    |       |
| 9. August  | Hugo Ferdinand Boss                   | deutscher Textilfabrikant und Mitglied der NSDAP                                                              | 63    |       |
| 9. August  | Wilhelm Gutbrod                       | deutscher Erfinder und Unternehmer im Fahrzeugbau                                                             | 58    |       |
| 10. August | Emilio Almansi                        | italienischer Mathematiker                                                                                    | 79    |       |
| 10. August | Asakawa Kan’ichi                      | japanischer Historiker und er erste japanische Professor an der Yale-Universität                              | 74    |       |
| 10. August | Lucille Bogan                         | US-amerikanische Blues-Sängerin und Songwriterin                                                              | 51    |       |
| 10. August | Otto Ganser                           | österreichischer Politiker (DnP), Abgeordneter zum Nationalrat                                                | 76    |       |
| 10. August | Emmy Hennings                         | deutsche Schriftstellerin, Kabarettistin und Lebenskünstlerin                                                 | 63    |       |
| 10. August | William Smith O’Brien                 | US-amerikanischer Politiker                                                                                   | 86    |       |
| 10. August | Montague Summers                      | britischer Literaturwissenschaftler und Dämonologe                                                            | 68    |       |
| 11. August | Friedrich Mahler                      | österreichischer Architekt                                                                                    | 70    |       |
| 12. August | Harry Brearley                        | britischer Erfinder des rostfreien Stahls                                                                     | 77    |       |
| 12. August | Bruno Siegel                          | deutscher Arbeiterfunktionär und Widerstandskämpfer                                                           | 57    |       |
| 13. August | Elaine Hammerstein                    | US-amerikanische Schauspielerin                                                                               | 51    |       |
| 13. August | Simon Hayum                           | Tübinger Rechtsanwalt und Gemeinderat                                                                         | 81    |       |
| 13. August | Max Kuckei                            | deutscher Volkskundler und Volksliedsammler                                                                   | 58    |       |
| 13. August | Edwin Maxwell                         | irischer Schauspieler                                                                                         | 62    |       |
| 13. August | Wilhelm Reuter                        | deutscher Geistlicher und westerwälder Mundartdichter                                                         | 60    |       |
| 13. August | George F. Shafer                      | US-amerikanischer Politiker                                                                                   | 59    |       |
| 14. August | Franz Geiler                          | deutscher Gewerkschafter und Politiker (SPD)                                                                  | 69    |       |
| 14. August | Eliška Misáková                       | tschechoslowakische Kunstturnerin                                                                             | 21    |       |
| 15. August | Wilhelm Jost                          | deutscher Architekt und Hochschullehrer                                                                       | 61    |       |
| 15. August | Katherine G. Langley                  | US-amerikanische Politikerin                                                                                  | 60    |       |
| 15. August | George Tallis                         | australischer Theaterunternehmer                                                                              | 78    |       |
| 15. August | Rudolf Vent                           | deutscher Landschaftsmaler                                                                                    | 68    |       |
| 16. August | Edward Hill Amet                      | US-amerikanischer Erfinder                                                                                    | 87    |       |
| 16. August | Perez Hirschbein                      | jiddischer Schriftsteller                                                                                     | 67    |       |
| 16. August | Paul Pedersen                         | norwegischer Turner                                                                                           | 61    |       |
| 16. August | Babe Ruth                             | US-amerikanischer Baseballspieler                                                                             | 53    |       |
| 16. August | Harry Dexter White                    | US-amerikanischer Volkswirt und Politiker                                                                     | 55    |       |
| 17. August | Ettie Garner                          | Gattin des US-Vizepräsidenten John Nance Garner                                                               | 79    |       |
| 17. August | Frank O. Horton                       | US-amerikanischer Politiker                                                                                   | 65    |       |
| 17. August | Therese Schmitt                       | deutsche Politikerin                                                                                          | 71    |       |
| 18. August | Ferdinand Froschauer                  | österreichischer Politiker, Landtagsabgeordneter                                                              | 82    |       |
| 18. August | Wilhelm Franz von Habsburg-Lothringen | österreichischer und ukrainischer Offizier und Thronanwärter                                                  | 53    |       |
| 18. August | Percy Roycroft Lowe                   | britischer Chirurg und Ornithologe                                                                            | 78    |       |
| 19. August | Frederick Philip Grove                | deutscher und kanadischer Schriftsteller und Übersetzer                                                       | 69    |       |
| 20. August | Klara Borter                          | Schweizer Malerin und Grafikerin                                                                              | 60    |       |
| 20. August | Carl Hårleman                         | schwedischer Turner und Stabhochspringer                                                                      | 62    |       |
| 20. August | Emery Roth                            | ungarisch-US-amerikanischer Architekt                                                                         |       |       |
| 21. August | Richard Atwater                       | US-amerikanischer Journalist, Universitätsdozent und Kinderbuchautor                                          | 55    |       |
| 21. August | Josef Bühler                          | deutscher Staatssekretär und Kriegsverbrecher                                                                 | 44    |       |
| 21. August | Fritz Feigler                         | deutscher Maler und Graphiker                                                                                 | 59    |       |
| 21. August | Josef Lechthaler                      | österreichischer Komponist und Musikpädagoge                                                                  | 56    |       |
| 21. August | Julius Schult                         | deutscher Mitbegründer des Deutschen Jugendherbergswerks und Vorsitzender des Sauerländischen Gebirgsvereins  | 63    |       |
| 22. August | Adolf Behne                           | deutscher Architekt, Kunstpolitiker und Wissenschaftler                                                       | 63    |       |
| 22. August | Sophia Duleep Singh                   | britische Suffragette                                                                                         | 72    |       |
| 22. August | Arnold Schultze                       | deutscher Offizier, Geograph und Entomologe                                                                   | 73    |       |
| 23. August | Wilhelm Boudriot                      | deutscher reformierter Theologe                                                                               | 55    |       |
| 23. August | Yvonne Rokseth                        | französische Musikwissenschaftlerin, Hochschullehrerin und Bibliothekarin, Organistin und Komponistin         | 58    |       |
| 24. August | Manrico Ducceschi                     | italienischer Partisanenführer                                                                                | 27    |       |
| 24. August | Theodor Hartwig                       | deutscher Gewerkschafter und Politiker (SPD), MdL                                                             | 70    |       |
| 24. August | Bodo Spiethoff                        | deutscher Dermatologe und Hochschullehrer                                                                     | 72    |       |
| 25. August | Antonino Arata                        | italienischer Titularerzbischof und Apostolischer Nuntius                                                     | 64    |       |
| 25. August | Gordon Bottomley                      | britischer Lyriker und Dramatiker                                                                             | 74    |       |
| 25. August | Hermann Gieseler                      | deutscher Gewerkschaftsfunktionär                                                                             | 59    |       |
| 25. August | Bernhard Kleff                        | deutscher Schulrektor, Leiter des Heimatmuseums und Stadtarchivar in Bochum                                   | 71    |       |
| 25. August | Rudolf Macho                          | österreichischer Politiker (CSP), Landtagsabgeordneter                                                        | 63    |       |
| 25. August | Walter Heinrich Müller                | Schweizer Modelleur und Kunstgewerbelehrer                                                                    | 87    |       |
| 25. August | Olga Rudel-Zeynek                     | österreichische Politikerin (CSP), Landtagsabgeordnete, Abgeordnete zum Nationalrat, Mitglied des Bundesrates | 77    |       |
| 27. August | Clark Burdick                         | US-amerikanischer Politiker                                                                                   | 80    |       |
| 27. August | Oscar Lorenzo Fernández               | brasilianischer Komponist                                                                                     | 50    |       |
| 27. August | Charles Evans Hughes                  | US-amerikanischer Politiker und Jurist                                                                        | 86    |       |
| 27. August | Rodion Markovits                      | ungarisch-jüdischer Autor                                                                                     | 64    |       |
| 27. August | Carl Møller                           | dänischer Ruderer                                                                                             | 61    |       |
| 27. August | Stanislaw Nowicki                     | polnisch-deutscher Drucker, Gewerkschafter und Politiker, Mitglied des polnischen Sejm, MdR                   | 78    |       |
| 27. August | Paschal Robinson                      | irischer Ordensgeistlicher, römisch-katholischer Erzbischof und Diplomat des Heiligen Stuhls                  | 78    |       |
| 27. August | Robert Renato Schmidt                 | deutscher Verleger und Schriftsteller                                                                         | 56    |       |
| 28. August | Wilhelm Dantz                         | deutscher Politiker (KPD), Mitglied der Bremischen Bürgerschaft                                               | 62    |       |
| 28. August | Pawel Semjonowitsch Rybalko           | sowjetischer Marschall                                                                                        | 53    |       |
| 28. August | James M. Slattery                     | US-amerikanischer Politiker                                                                                   | 70    |       |
| 29. August | Walter Broßmann                       | österreichischer Architekt                                                                                    | 66    |       |
| 29. August | Max Coreth                            | österreichischer Politiker, Landtagsabgeordneter, Landesstatthalter im Burgenland                             | 61    |       |
| 29. August | Half Moon                             | kanadischer Lacrossespieler                                                                                   | 76    |       |
| 30. August | Kristine Bonnevie                     | norwegische Biologin und Norwegens erste Professorin                                                          | 75    |       |
| 30. August | Alice Salomon                         | deutschamerikanische liberale Sozialreformerin                                                                | 76    |       |
| 31. August | Janus Djurhuus                        | färöischer Dichter                                                                                            | 67    |       |
| 31. August | Anton Kaindl                          | deutscher SS-Führer und letzter Kommandant des KZ Sachsenhausen                                               | 46    |       |
| 31. August | Billy Laughlin                        | US-amerikanischer Filmschauspieler                                                                            | 16    |       |
| 31. August | Erich von Rath                        | deutscher Bibliothekar und Hochschullehrer                                                                    | 67    |       |
| 31. August | Andrei Alexandrowitsch Schdanow       | sowjetischer Politiker und enger Mitarbeiter Stalins                                                          | 52    |       |
| 31. August | Ignaz Schwinn                         | deutscher Unternehmer und Gründer des Fahrradherstellers Schwinn & Company                                    | 88    |       |
| 31. August | Eugen Wipf                            | Schweizer Funktionshäftling                                                                                   | 31    |       |
|            | Edgar Loehrs                          | deutscher Verwaltungsjurist und Ministerialbeamter                                                            | 78    |       |

## September
| Tag           | Name                                      | Beruf, bekannt als                                                                                               | Alter | Beleg |
| ------------- | ----------------------------------------- | --- | ----- | ----- |
| 1. September  | Charles A. Beard                          | US-amerikanischer Historiker                                                                                     | 73    |       |
| 1. September  | Feng Yuxiang                              | Kriegsherr in der Republik China und dem Chinesischen Bürgerkrieg                                                |       |       |
| 1. September  | Muhammad al-Munsif Bey                    | vorletzter Vertreter der husainidischen Dynastie                                                                 | 67    |       |
| 1. September  | Georges Pallu                             | französischer Regisseur                                                                                          | 78    |       |
| 1. September  | Thomas Parnell                            | britisch-australischer Physiker                                                                                  | 67    |       |
| 1. September  | Franz Rinsche                             | deutscher mundartlicher Schriftsteller                                                                           | 63    |       |
| 2. September  | Lilly Hauff                               | deutsche Frauenrechtlerin                                                                                        | 72    |       |
| 2. September  | Sylvanus Morley                           | US-amerikanischer Archäologe, Schrift- und Mayaforscher                                                          | 65    |       |
| 2. September  | Wilhelm Müller-Hofmann                    | Maler und Grafiker                                                                                               | 63    |       |
| 3. September  | Edvard Beneš                              | tschechoslowakischer Außenminister und Präsident                                                                 | 64    |       |
| 3. September  | Mutt Carey                                | US-amerikanischer Jazz-Trompeter                                                                                 | 56    |       |
| 3. September  | Leonel Franca                             | brasilianischer römisch-katholischer Geistlicher                                                                 | 55    |       |
| 3. September  | Abraham Myerson                           | US-amerikanischer Psychiater und Neurologe                                                                       | 66    |       |
| 3. September  | Walter Neumann                            | deutscher Fabrikant und Fußball-Mäzen                                                                            | 55    |       |
| 3. September  | Fritz Saar                                | deutscher Politiker (SPD)                                                                                        | 58    |       |
| 3. September  | Rudolf ten Hompel                         | deutscher Industrieller und Politiker (Zentrum), MdR                                                             | 70    |       |
| 4. September  | Alice Barbi                               | italienische Sängerin (Mezzosopran), Violinistin und Komponistin                                                 | 90    |       |
| 4. September  | Ferdinand Bausback                        | deutscher Bankier, Medienmanager und Verleger                                                                    | 63    |       |
| 4. September  | Albrecht Burchard                         | deutscher Mediziner und Hochschullehrer                                                                          | 75    |       |
| 4. September  | Wilhelm Kotzde-Kottenrodt                 | deutscher Lehrer, Schriftsteller und Publizist                                                                   | 70    |       |
| 4. September  | W. Graham Robertson                       | britischer Maler, Illustrator und Schriftsteller                                                                 | 82    |       |
| 4. September  | Oscar Walcker                             | deutscher Orgelbauer                                                                                             | 79    |       |
| 5. September  | Ernest Barberolle                         | französischer Ruderer                                                                                            | 86    |       |
| 5. September  | Charles Dean Bunker                       | US-amerikanischer Wirbeltierzoologe und Museumskurator                                                           | 77    |       |
| 5. September  | Hans Schrader                             | deutscher Klassischer Archäologe                                                                                 | 79    |       |
| 5. September  | Richard C. Tolman                         | US-amerikanischer Physiker                                                                                       | 67    |       |
| 6. September  | Franz Goldenberger                        | deutscher Jurist, Verwaltungsbeamter und Politiker (BVP)                                                         | 81    |       |
| 6. September  | Eduard His-Eberle                         | Schweizer Rechtswissenschaftler und Historiker                                                                   | 61    |       |
| 6. September  | Ignacy Pieńkowski                         | polnischer Maler                                                                                                 | 71    |       |
| 7. September  | Karl Prahl                                | deutscher Kunstmaler und Grafiker                                                                                | 65    |       |
| 7. September  | Julius Schniewind                         | evangelischer Theologe, Deutschland                                                                              | 65    |       |
| 7. September  | André Suarès                              | französischer Dichter                                                                                            | 80    |       |
| 8. September  | Robert Forsch                             | russisch-deutscher Schauspieler                                                                                  | 77    |       |
| 8. September  | Heinrich Friese                           | deutscher Biologe und Entomologe                                                                                 | 88    |       |
| 8. September  | Otto Kuhlmann                             | deutscher Architekt                                                                                              | 75    |       |
| 8. September  | Aleksander Läte                           | estnischer Komponist                                                                                             | 88    |       |
| 8. September  | Thomas Mofolo                             | afrikanischer Schriftsteller                                                                                     | 71    |       |
| 8. September  | Georg Schmückle                           | deutscher Jurist und Schriftsteller                                                                              | 68    |       |
| 9. September  | Lajos Biró                                | britischer Drehbuchautor ungarischer Abstammung                                                                  | 68    |       |
| 9. September  | Jean-Baptiste-Alix Chambon                | französischer Geistlicher, römisch-katholischer Erzbischof von Tokio                                             | 73    |       |
| 9. September  | Arthur Fischer                            | deutscher Maler                                                                                                  | 76    |       |
| 9. September  | Adolf Moser                               | Fotograf |       |       |
| 9. September  | Wolfgang Scheunemann                      | deutscher Schüler, Opfer der Volkspolizei                                                                        | 15    |       |
| 9. September  | Franz Schneider                           | deutscher Bildhauer, Architekt und Denkmalpfleger                                                                | 71    |       |
| 10. September | James H. Fay                              | US-amerikanischer Politiker                                                                                      | 49    |       |
| 10. September | Ferdinand I.                              | Fürst und Zar von Bulgarien aus der Dynastie Sachsen-Coburg-Gotha                                                | 87    |       |
| 10. September | Bernard Forbes, 8. Earl of Granard        | britischer Peer, Politiker und Offizier                                                                          | 73    |       |
| 10. September | Hamar Greenwood, 1. Viscount Greenwood    | britischer Politiker, Unterhausabgeordneter und Peer                                                             | 78    |       |
| 10. September | Auguste Haouissée                         | französischer Ordensgeistlicher und erster Bischof von Shanghai                                                  | 70    |       |
| 10. September | Walther Mayer                             | österreichisch-amerikanischer Mathematiker                                                                       | 61    |       |
| 10. September | Paul Schreck                              | deutscher Politiker (KPD), MdL, MdR                                                                              | 55    |       |
| 10. September | Stephan Ugron                             | österreichisch-ungarischer Diplomat                                                                              | 85    |       |
| 11. September | Maria Cecilia Adelaide Bass               | schweizerische Malerin                                                                                           | 51    |       |
| 11. September | Muhammad Ali Jinnah                       | Politiker in Britisch-Indien, gilt als Gründer des Staates Pakistan                                              | 71    |       |
| 11. September | Hermann Wilhelm Ludwig                    | sudetendeutscher Komponist, Kantor und Organist                                                                  | 58    |       |
| 11. September | Fritz Hans Rehbold                        | deutscher Pianist und Klavierlehrer                                                                              | 59    |       |
| 12. September | Friedrich Brie                            | deutscher Anglist und Hochschullehrer                                                                            | 67    |       |
| 12. September | Rupert D’Oyly Carte                       | englischer Hotelier, Theaterbesitzer und Impresario                                                              | 71    |       |
| 12. September | Milton C. Garber                          | US-amerikanischer Jurist und Politiker                                                                           | 80    |       |
| 12. September | Richard Harlfinger                        | österreichischer Landschafts- und Kriegsmaler                                                                    | 75    |       |
| 12. September | Walter Schimana                           | österreichischer Generalleutnant der Waffen-SS sowie Höherer SS- und Polizeiführer                               | 50    |       |
| 12. September | Anton Alois Weber                         | Bischof von Leitmeritz                                                                                           | 70    |       |
| 13. September | Esther Baezner                            | Schweizer Komponistin und Musikkritikerin                                                                        | 65    |       |
| 13. September | Reinhart Biernatzki                       | deutscher Pädagoge                                                                                               | 64    |       |
| 13. September | Jack Kirk                                 | US-amerikanischer Schauspieler                                                                                   | 53    |       |
| 13. September | Samuel A. Shelton                         | US-amerikanischer Politiker                                                                                      | 90    |       |
| 13. September | Paul Wegener                              | deutscher Schauspieler und Regisseur                                                                             | 73    |       |
| 14. September | Wilhelm Capitaine                         | deutscher Theologe, Pädagoge und Autor                                                                           | 77    |       |
| 14. September | Vernon Dalhart                            | US-amerikanischer Sänger und Country-Musiker                                                                     | 65    |       |
| 14. September | Constanze von Wetter-Rosenthal            | baltische Bildhauerin                                                                                            | 76    |       |
| 15. September | Pawel Dawydowitsch Ettinger               | russischer Kunstkritiker und -sammler                                                                            | 81    |       |
| 15. September | Charles Gerstenberg                       | US-amerikanischer Unternehmer, Mitbegründer des Verlags Prentice Hall                                            | 66    |       |
| 15. September | Franz Lach                                | österreichischer Rechtsanwalt und Politiker (CSP, ÖVP), Abgeordneter zum Nationalrat                             | 61    |       |
| 15. September | Guido Szivessy                            | österreichischer Physiker                                                                                        | 63    |       |
| 16. September | Manuel Arce y Ochotorena                  | spanischer Geistlicher, Erzbischof von Tarragona und Kardinal                                                    | 69    |       |
| 16. September | Carlo Alberto Garufi                      | italienischer Paläograph und Diplomatiker                                                                        | 80    |       |
| 16. September | Arthur Daniel Healey                      | US-amerikanischer Jurist und Politiker                                                                           | 58    |       |
| 16. September | Everett J. Lake                           | Anwalt, Politiker und Gouverneur von Connecticut                                                                 | 77    |       |
| 16. September | Eugen Rieg                                | Bürgermeister von Sinsheim (1933–1945) und NSDAP-Ortsgruppenleiter                                               | 49    |       |
| 17. September | Ruth Benedict                             | US-amerikanische Anthropologin                                                                                   | 61    |       |
| 17. September | Folke Bernadotte                          | schwedischer Offizier und Philanthrop, Vizepräsident des schwedischen Roten Kreuzes                              | 53    |       |
| 17. September | Ernani Braga                              | brasilianischer Komponist, Pianist und Dirigent                                                                  | 60    |       |
| 17. September | Lilian Braithwaite                        | englische Schauspielerin                                                                                         | 75    |       |
| 17. September | Édouard Brisson                           | französischer Autorennfahrer                                                                                     | 65    |       |
| 17. September | Arthur Conrad                             | deutscher Mitarbeiter im Kommandanturstab des KZ Ravensbrück                                                     | 38    |       |
| 17. September | Maria Homscheid                           | westerwäldische Heimatschriftstellerin                                                                           | 75    |       |
| 17. September | Emil Ludwig                               | deutscher Schriftsteller                                                                                         | 67    |       |
| 17. September | Benno Orendi                              | rumänischer KZ-Arzt                                                                                              | 30    |       |
| 17. September | Raffaele Carlo Rossi                      | italienischer Kardinal der römisch-katholischen Kirche                                                           | 71    |       |
| 17. September | André Serot                               | Colonel der französischen Luftwaffe und UN-Militärbeobachter, der zusammen mit Folke Bernadotte erschossen wurde | 52    |       |
| 17. September | Walter Sonntag                            | deutscher KZ-Arzt                                                                                                | 41    |       |
| 18. September | Ray P. Chase                              | US-amerikanischer Politiker                                                                                      | 68    |       |
| 18. September | Anton Orel                                | slowenischer Opernsänger                                                                                         | 33    |       |
| 18. September | Lewis K. Rockefeller                      | US-amerikanischer Politiker                                                                                      | 72    |       |
| 18. September | José Ângelo Cottinelli Telmo              | portugiesischer Architekt und Filmproduzent                                                                      | 50    |       |
| 18. September | Auguste Walter                            | deutsche Politikerin (SPD), MdL                                                                                  | 62    |       |
| 19. September | Félix Bertaux                             | französischer Germanist, Übersetzer und Schriftsteller                                                           | 66    |       |
| 19. September | Marija-Iwanna Hruschewska                 | ukrainische Lehrerin und Übersetzerin                                                                            | 79    |       |
| 19. September | August Thalheimer                         | deutscher kommunistischer Politiker                                                                              | 64    |       |
| 19. September | Jan Welzl                                 | tschechischer Abenteurer, Weltreisender, Autor, Erfinder und Eskimohäuptling                                     | 80    |       |
| 20. September | Woldemar Oskar Döring                     | deutscher Philosoph                                                                                              | 67    |       |
| 20. September | Edmond Heelan                             | irischer Geistlicher, Bischof von Sioux City                                                                     | 80    |       |
| 20. September | Bruno Leipold                             | deutscher Violinist, Lehrer, Kantor und Komponist                                                                | 69    |       |
| 20. September | Nicolai Shutorev                          | US-amerikanischer Sänger russischer Abstammung                                                                   | 33    |       |
| 20. September | Leo White                                 | US-amerikanischer Schauspieler                                                                                   | 65    |       |
| 21. September | José Felipe Abárzuza y Rodríguez de Arias | spanischer Maler                                                                                                 | 77    |       |
| 21. September | Otto Teschner                             | deutscher Generalleutnant im Zweiten Weltkrieg                                                                   | 79    |       |
| 22. September | Florence Augusta Merriam Bailey           | US-amerikanische Ornithologin                                                                                    | 85    |       |
| 22. September | Joseph Heinrich                           | deutsch-französischer Lokalpolitiker (Zentrum) und Abgeordneter des Landtags des Reichslandes Elsaß-Lothringen   | 87    |       |
| 22. September | Roderich Erwin von Kienitz                | deutscher römisch-katholischer Theologe, Kirchenrechtler, Hochschullehrer und Domkapitular                       | 41    |       |
| 22. September | Adalbert von Preußen                      | deutscher Prinz und Sohn Kaiser Wilhelms II.                                                                     | 64    |       |
| 22. September | Paul Van Tieghem                          | französischer Literaturwissenschaftler und Romanist                                                              | 77    |       |
| 23. September | Walter Pembaur                            | österreichischer Publizist und Politiker                                                                         | 62    |       |
| 23. September | Gustav Ricker                             | deutscher Wissenschaftler und Arzt                                                                               | 77    |       |
| 23. September | Heinz Saltenburg                          | deutscher Schauspieler, Librettist, Regisseur, Intendant, Theaterproduzent und Theaterunternehmer                | 66    |       |
| 23. September | Karl Stisser                              | deutscher evangelisch-lutherischer Geistlicher, Generalsuperintendent                                            | 83    |       |
| 24. September | Ernst Lotz                                | deutscher Pädagoge und Politiker (CDU), MdL, rheinland-pfälzischer Landesminister                                | 61    |       |
| 24. September | Hellmuth von Ruckteschell                 | deutscher Marineoffizier, U-Boot- und Hilfskreuzerkommandeur                                                     | 58    |       |
| 24. September | Anna von Sazenhofen                       | österreichische Schriftstellerin                                                                                 | 74    |       |
| 24. September | Warren William                            | US-amerikanischer Schauspieler                                                                                   | 52    |       |
| 25. September | George Davidson                           | neuseeländischer Sprinter                                                                                        | 49    |       |
| 25. September | Josef Hofbauer                            | deutscher Journalist und Schriftsteller                                                                          | 62    |       |
| 25. September | Oskar von Niedermayer                     | deutscher Offizier, Abenteurer                                                                                   | 62    |       |
| 26. September | Néstor Feria                              | uruguayischer Tangosänger, Gitarrist, Komponist und Schauspieler                                                 | 54    |       |
| 26. September | William M. Garland                        | US-amerikanischer Sportfunktionär, Unternehmer, Kunstmäzen und Tennisspieler                                     | 82    |       |
| 26. September | Emmy Remolt-Jessen                        | deutsche Theaterschauspielerin                                                                                   | 72    |       |
| 27. September | Östen Bergstrand                          | schwedischer Astronom                                                                                            | 75    |       |
| 27. September | Harlan J. Bushfield                       | US-amerikanischer Politiker                                                                                      | 66    |       |
| 27. September | August Schenck zu Schweinsberg            | preußischer Generalmajor                                                                                         | 80    |       |
| 28. September | Hermann Pister                            | deutscher SS-Oberführer und Kommandeur des KZ Buchenwald                                                         | 63    |       |
| 28. September | Josef Friedrich Schmidt                   | deutscher Unternehmer, Gründer von Schmidt Spiele                                                                | 76    |       |
| 28. September | Ida Schreiter                             | deutsche Aufseherin im KZ Ravensbrück                                                                            | 35    |       |
| 28. September | Gregg Toland                              | US-amerikanischer Kameramann                                                                                     | 44    |       |
| 28. September | Emma Zimmer                               | deutsche Oberaufseherin im KZ Ravensbrück                                                                        | 60    |       |
| 29. September | Rudolf Gscheidlinger                      | österreichischer Goldschmied und Politiker, Landtagsabgeordneter                                                 | 72    |       |
| 29. September | Otto Kaiser                               | deutscher Unternehmer                                                                                            | 68    |       |
| 29. September | William E. Wilson                         | US-amerikanischer Politiker                                                                                      | 78    |       |
| 30. September | Max Koulen                                | deutscher Orgelbauer                                                                                             | 71    |       |
| 30. September | Edith Roosevelt                           | zweite Gattin des US-Präsidenten Theodore Roosevelt mit weitreichendem karitativen Engagement                    | 87    |       |
| 30. September | Hans von Sichart                          | deutscher Jurist                                                                                                 | 83    |       |
| 30. September | Heinrich Stein                            | katholischer Priester, Schulleiter und Missionar in Brasilien                                                    | 51    |       |
| 30. September | Ernest Wilczek                            | Schweizer Botaniker und Geobotaniker                                                                             | 81    |       |
| 30. September | Michael Wittmann                          | deutscher katholischer Ethiker                                                                                   | 78    |       |
|               | Louis Madison                             | US-amerikanischer Jazztrompeter (Kornett)                                                                        | 49    |       |